# Charles Varin
Charles Voirin, detto Varin (Nancy, 20 gennaio 1798 – Parigi, 24 aprile 1869), è stato un drammaturgo e librettista francese.
Scrisse anche sotto gli pseudonimi di V. Warin e Victor .

## Biografia

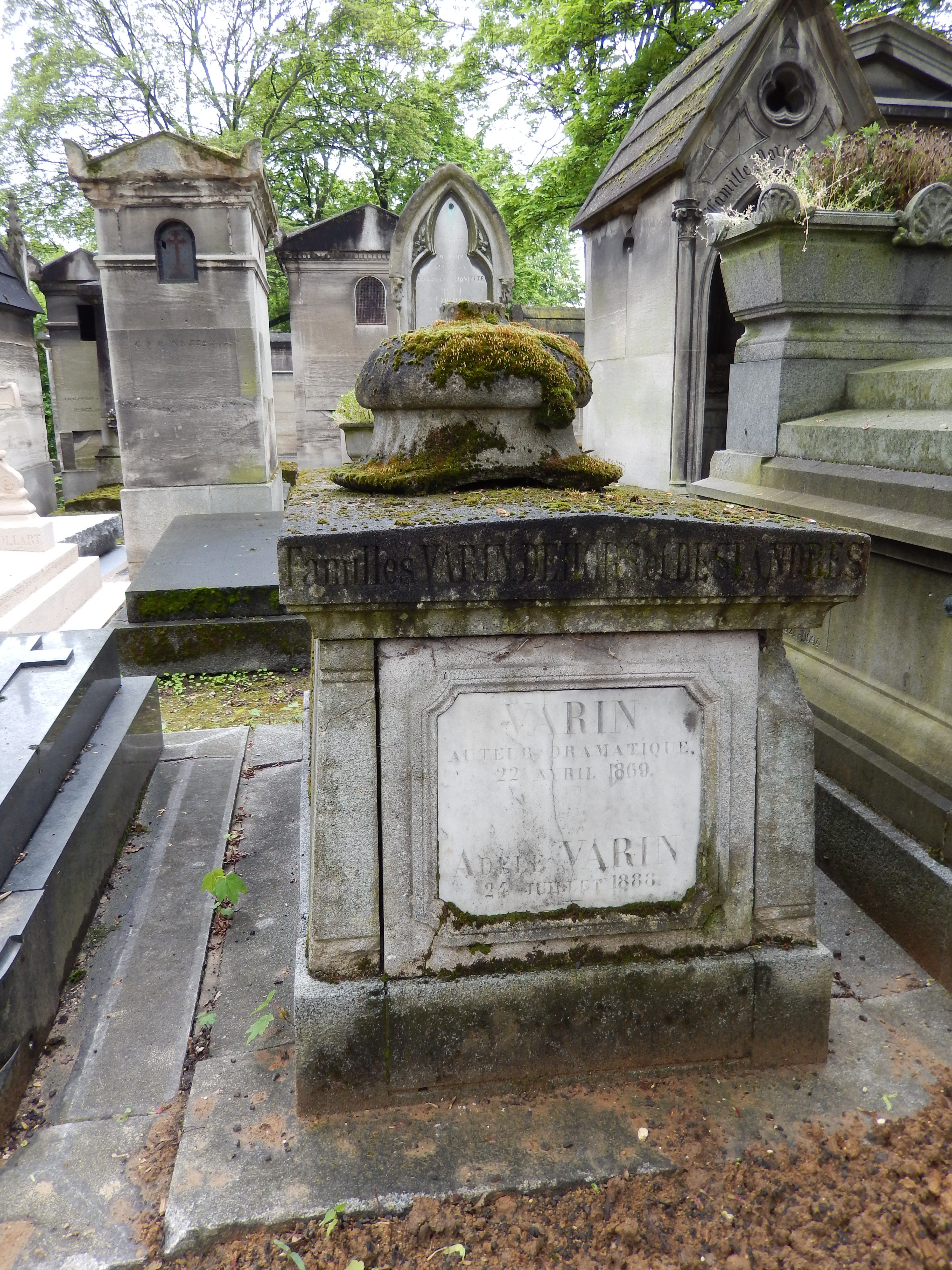
Tomba di Charles Varin (cimitero di Père Lachaise, divisione 67)

Destinato dal padre alla professione di notaio, Varin trascorse dieci anni in uno studio, finché venne un giorno a Parigi senza soldi. Interessato alla scrittura teatrale, trascorse molto tempo a lottare contro gli ostacoli che si presentarono ai suoi inizi. Quando giunsero i primi successi, intorno al 1825, prima si fece chiamare Victor, poi prese lo pseudonimo di Varin, cosicché il padre, tenuto all'oscuro dei suoi guadagni, non gli toglieva l'assegno di studente.
Una volta raggiunte le scene, rifornì molto regolarmente i teatri di opere teatrali, generalmente di vaudevilles, pieni di allegria e movimento. Ha scritto la maggior parte del tempo in associazione con vari autori. Per citarne solo alcuni: Jean-François Bayard, Louis François Clairville, Desvergers, Paul de Kock, Félix-Auguste Duvert, Eugène Labiche, Auguste Lefranc, Henri Rochefort, Étienne e Jacques Arago.
Ha ottenuto la Legion d'onore nell'agosto 1864. Il suo ritratto è esposto nel teatro della sua città natale.
Nato a Nancy il 20 gennaio 1798 (1 Piovoso anno VI) morì a Parigi il 24 aprile 1869. È sepolto nel cimitero di Père-Lachaise (67 divisione)  .

## Opere
- 1825: L'Amour et la Guerre, vaudeville in un atto, con Étienne Arago e Charles Desnoyer;[3]
- 1827: Le Départ, séjour et retour, commedia-vaudeville in 3 atti con Desvergers e Étienne Arago;
- 1828: La Matinée aux contre-temps commedia-vaudeville in un atto con Félix-Auguste Duvert e Desvergers;
- 1829: Le Malade par circonstance, vaudeville con Étienne Arago e Desvergers;
- 1829: Le Choix d'une femme, commedia vaudeville in 1 atto, con Desvergers e Charles-Gaspard Delestre-Poirson;
- 1830: Arwed, ou les Représailles, episodio della guerra d'America, dramma in 2 atti misto a distici, con Étienne Arago e Desvergers;
- 1830: Un bal du grand monde, commedia-vaudeville in un atto, con Desvergers e Édouard Monnais;
- 1831: Les Jeunes Bonnes et les Vieux Garçons, commedia-vaudeville con Desvergers;
- 1832: Les deux font la paire, commedia-vaudeville in un atto con Jean-François Bayard;
- 1832: Le Jeune Homme à marier, ou le Choix d'une femme, commedia-vaudeville in 1 atto, con Desvergers e Delestre-Poirson;
- 1833: Les Femmes d'emprunt, commedia-vaudeville in un atto con Desvergers;
- 1833: Une passion vaudeville in un atto con Desvergers e **;
- 1833: Une répétition générale vaudeville in un atto con Scribe e Desvergers;
- 1833: Christophe ou Cinq pour un, vaudeville in un atto, con Paul Duport e Desvergers;
- 1834 : Le capitaine Roland, commedia-vaudeville in un atto, con Édouard Monnais e Desvergers;
- 1834: Les Malheurs d'un joli garçon, vaudeville con Étienne Arago e Desvergers;
- 1834: Théophile, ou Ma vocation, vaudeville con Étienne Arago e Desvergers;
- 1834: Georgette commedia-vaudeville in un atto con Desvergers e Laurencin;
- 1834: Ma femme et mon parapluie, commedia-vaudeville in un atto con Laurencin e Desvergers;
- 1835: Au clair de la lune, ou les Amours du soir, vaudeville in 3 atti con Desvergers e Lubize;
- 1835: Les Pages de Bassompierre, con Étienne Arago e Desvergers;
- 1836: Un bal du grand monde, commedia-vaudeville in un atto con Desvergers;
- 1836: Casanova au fort St André, vaudeville con Étienne Arago e Desvergers; da cui Albert Lortzing ha tratto un opéra-comique in 3 atti: Casanova,rappresentata nel 1841 a Lipsia;
- 1836: Le Oui fatal, ou le Célibataire sans le savoir commedia-vaudeville in un atto con Desvergers;
- 1836: Le Chapître des informations commedia in un atto con Desvergers;
- 1836: Balthasar, ou le Retour d'Afrique vaudeville in un atto con Desvergers e Louis Desnoyers;
- 1836: Le Tour de France, ou Un an de travail vaudeville in un atto con Desvergers;
- 1837: 3e et 4e au-dessus de l'entresol, vaudeville in un atto con Charles-Edmond Duponchel;
- 1837: Le Mari à la ville et la femme à la campagne, commedia-vaudeville in 2 atti;
- 1837: Le Secret de mon oncle, vaudeville con Étienne Arago e Desvergers;
- 1837: Le Tourlourou vaudeville in 5 atti con Desvergers e Paul de Kock;
- 1838: Les Saltimbanques, commedia-parade in 3 atti, mista a distici, con Théophile Marion Dumersan;
- 1838: La Demoiselle majeure, commedia-vaudeville in un atto con Laurencin;
- 1838: Le puff, vaudeville in 3 quadri, con Pierre Carmouche e Louis Huart;
- 1839: Un jeune homme charmant, dramma-vaudeville in 5 atti con Paul de Kock;
- 1840: La Jolie Fille du faubourg, commedia-vaudeville in 3 atti, con Paul de Kock, dall'omonimo suo romanzo;
- 1841: Un grand criminel, vaudeville in 2 atti, Jacques Arago e Auguste Lefranc;
- 1843: Paris, Orléans et Rouen, commedia-vaudeville in 3 atti, con Bayard;
- 1844: Une invasion de grisettes, vaudeville in 2 atti con Étienne Arago;
- 1845: L'Enfant de la maison, vaudeville in un atto, con Eugène Labiche e Eugène Nyon;
- 1845: Les Sept Merveilles du monde, rivista in 5 quadri à spectacle mista a distici, con Carmouche;
- 1845: Une nuit terrible, vaudeville in un atto, con Xavier B. Saintine e Jean-Baptiste Dubois;
- 1846: Le Loup-garou, vaudeville in 2 atti, con Ernest Jaime;
- 1847: Amour et Biberon, commedia-vaudeville in un atto con Dumersan;
- 1848: L'Académicien de Pontoise, commedia-vaudeville in 2 atti con Antoine-François Varner;[4]
- 1850: Traversin et Couverture, parodia di Toussaint Louverture in 4 atti con pochi versi e molta prosa, con Labiche;
- 1851: Le Docteur Chiendent, ou l'Héritage de Rocambole, vaudeville in 2 atti;
- 1851: Encore des mousquetaires, vaudeville in un atto, con Eugène Guinot;
- 1853: Le Célèbre Vergeot, vaudeville in un atto, con Jaime;
- 1854: Deux profonds scélérats, pochade di Varin e Labiche;
- 1859: Une giroflée à cinq feuilles, commedia-vaudeville in un atto con Édouard Montagne;
- 1860: Je suis mon fils, commedia-vaudeville in un atto con Henri Rochefort;
- 1860: Les Trois Fils de Cadet-Roussel, commedia-vaudeville in 3 atti con Laurencin e Michel Delaporte;
- 1861: Ma sœur Mirette, commedia in 2 atti, mista a canti, con Delaporte;
- 1862: Ah! que l'amour est agréable!, vaudeville in 5 atti con Delaporte;
- 1862: L'auteur de la pièce, commedia-vaudeville in 1 atto, con Delaporte;
- 1862: La Comtesse Mimi, commedia in 3 atti, con Delaporte;
- 1863: Un ténor pour tout faire!, operetta in un atto, libretto di Varin e Delaporte, musica di Victor Robillard;
- 1864: Les Ficelles de Montempoivre, vaudeville in 3 atti con Delaporte;
- 1864: Une Femme qui bat son gendre , commedia-vaudeville in 1 atto, con Delaporte;
- 1864: Une Femme, un melon et un horloger!, vaudeville in 1 atto, con Delaporte;
- 1865: Les Filles mal gardées, commedia in 3 atti con Delaporte;
- 1865: Le Sommeil de l'innocence, c, commedia-vaudeville in 1 atto, con Delaporte;
- 1866: Madame Ajax, pièce in 3 atti con Delaporte;
- 1866: Le Baudet perdu, paysannerie in un atto con Delaporte;
- 1867: La Dame aux Giroflées, commedia-vaudeville in 1 atto, con Delaporte;
- 1867: Le Dernier des Gaillard, vaudeville in 1 atto, con Delaporte;
- 1867: L'Ange de mes rêves!, Il vaudeville in 3 atti, con Delaporte;
- 1869: Madame Pot-au-feu, commedia-vaudeville in 1 atto, con Delaporte;